# Straža, Cerkno
Straža este o localitate din comuna Cerkno, Slovenia, cu o populație de 122 de locuitori.